# Рейтерн, Магнус Магнусович
Магнус Магнусович (Максим Максимович) фон Рейтерн (1801—1863) — генерал-лейтенант русской императорской армии, начальник 1-й гренадерской дивизии.

## Биография
Магнус Рейтерн родился 10 июня 1801 года. Его отец, Гисберт Магнус фон Рейтерн, был поручиком на службе у Людовика XV, а позднее Рижским уездным предводителем дворянства и был женат на Дарье Федоровне фон Левенштерн.
После первоначального обучения дома и в Рижском городском училище Рейтерн 2 февраля 1817 года поступил в военную службу подпрапорщиком и был произведён в прапорщики в гренадерском императора Франца І полку 27 февраля 1819 года; в январе 1821 года он был переведён в лейб-гвардии Семёновский полк и затем постепенно производим в следующие чины до чина полковника включительно, а 16 апреля 1841 года произведён за отличие в генерал-майоры.
12 февраля 1842 года Рейтерн был назначен командующим гренадерским императора Франца І полком, а затем, 11 декабря 1844 года — командиром лейб-гвардии Павловского полка, в командование которым вступил 26 февраля 1845 года. 12 января 1846 года Рейтерн за беспорочную выслугу был награждён орденом Св. Георгия 4-й степени (№ 7383 по кавалерскому списку Григоровича — Степанова).
Вскоре политические волнения возникшие в Западной Европе, и особенно готовившееся в Венгрии восстание побудили императора Николая I привести на военное положение гвардейские полки, в том числе и лейб-гвардии Павловский полк, направленный, в мае 1848 года, к западным границам Российской империи.
22 июля полк, а с ним и фон Рейтерн, прибыли в Белосток. Когда, 19 ноября 1850 года, полк праздновал день 25-летия зачисления шефом его наследника цесаревича (будущего императора Александра II), Рейтерн получил золотую табакерку с портретом Его Высочества, осыпанным бриллиантами, и, кроме того, был отдан приказ, в котором говорилось о пламенном усердии, ревности и добросовестности служения Рейтерна.
6 декабря 1851 года Рейтерн был произведён за отличие в генерал-лейтенанты с назначением состоять при гвардейском пехотном корпусе, 17 ноября 1852 г. был назначен начальником 1-й пехотной дивизии, а затем, 17 сентября 1855 года, начальником 1-й гренадерской дивизии. В сентябре 1862 года был назначен заседающим в Генерал-аудиториате Военного министерства.
Скончался 16 (28) марта 1863 года, в Санкт-Петербурге (из списков исключён 21 марта), похоронен на Волковом лютеранском кладбище. По словам современников, он был человек строгий, очень взыскательный и требовательный по службе, но заботившийся о вверенной ему команде.

## Семья
С 30 марта 1847 года был женат на Ольге Карловне Альбрехт (29.06.1828—08.01.1898), дочери генерала Карла Ивановича Альбрехта. После смерти мужа Ольга Карловна была начальницей Саратовского института благородных девиц (1871—1880) и Николаевского сиротского института в Москве. В браке имели 3 сыновей и 2 дочерей:
- Максим (1848—1886)
- Александр (12.11.1849—24.10.1912), флигель-адъютант, генерал-майор, муж княгини Марии Константиновны Оболенской, дочери Константина Павловича Нарышкина.
- Мария (1851—1918), замужем за своим двоюродным дядей, бароном Иваном Осиповичем Велио.
- Иван (1858— ?)
- Ольга (1860— ?), замужем за Павлом Михайловичем Устиновым.